# Maria Hoofman
Maria Hoofman (* 14. November 1776 in Haarlem; † 21. Oktober 1845 ebenda) war eine niederländische Kunstsammlerin, Zeichnerin und Malerin.

## Leben
Maria Hoofman wurde am 14. November 1776 in Haarlem geboren. Sie war die Schwester der Kunstsammlerin Margaretha Geertruida Hoofman (1773–1807). Auch ihr Vater Jacob Hoofman (1739–1799) war ein Kunstsammler und Mitglied von Trouw moet Blycken und der Direktor der Koninklijke Hollandsche Maatschappij der Wetenschappe. Ihre Mutter war Margaretha Willink.
Nach seinem Tod im Jahr erbte Maria Hoofman die Hälfte seiner Sammlung, die andere erbte ihre Schwester Margaretha Geertruida Hoofman. Nach deren Tod im Jahr 1807 wurde die Sammlung wieder vereint. Maria Hoofman heiratete nie und ließ nach einem Entwurf von Abraham van der Hart einen kleinen Pavillon am Kleinen Houtweg in Haarlem errichten.
Hoofman war selbst Künstlerin und ab 1822 Ehrenmitglied der Koninklijke Academie voor Beeldende Kunsten in Amsterdam. Ihr Werk wurde von Kramm und Immerzeel als Kunstsammlerin und Zeichnerin und Malerin gelobt. Sie starb am 21. Oktober 1845 in Haarlem. Der bedeutende Teil ihrer Sammlung wurde nach ihrem Tod an den Kunsthändler Nieuwenhuysen aus Brüssel verkauft.